# Fidżi na Letnich Igrzyskach Olimpijskich 1988
Fidżi na Letnich Igrzyskach Olimpijskich 1988 reprezentowało 31 sportowców w 5 dyscyplinach. Był to siódmy start reprezentacji Fidżi na letnich igrzyskach olimpijskich.

## Skład kadry

### Boks
- Apete Temo - waga lekkopółśrednia - 17. miejsce
- Isimeli Lesivakarua - waga półśrednia - 33. miejsce

### Judo
Mężczyźni
- Simione Kuruvoli - waga półśrednia - 34. miejsce
- Josateki Basalusalu - waga średnia - 9. miejsce
- Viliame Takayawa - waga półciężka - 18. miejsce

### Lekkoatletyka
Mężczyźni
- Maloni Bole

100 metrów - odpadł w eliminacjach
200 metrów - odpadł w eliminacjach
- Joe Rodan

400 metrów - odpadł w eliminacjach
400 metrów przez płotki - odpadł w eliminacjach
- Lui Muavesi - 800 metrów - odpadł w eliminacjach
- Moses Zarak Khan - 1500 metrów - odpadł w eliminacjach
- Binesh Prasad

10 km - odpadł w eliminacjach
maraton - 76. miejsce
- Albert Miller

110 metrów przez płotki - odpadł w eliminacjach
dziesięciobój - 32. miejsce
- Davendra Prakash Singh - 3000 metrów z przeszkodami - odpadł w eliminacjach

Kobiety
- Sainiana Tukana

100 metrów przez płotki - odpadła w eliminacjach
siedmiobój - nie ukończyła

### Pływanie
Mężczyźni
- Warren Sorby

50 metrów st. dowolnym - 57. miejsce
100 metrów st. dowolnym - 66. miejsce
- Jason Chute

50 metrów st. dowolnym - 62. miejsce
100 metrów st. dowolnym - 70. miejsce
200 metrów st. dowolnym - 60. miejsce
Kobiety
- Cina Munch

50 metrów st. dowolnym - 39. miejsce
100 metrów st. dowolnym - 52. miejsce
200 metrów st. dowolnym - 44. miejsce
100 metrów st. motylkowym - 38. miejsce
- Angela Birch

50 metrów st. dowolnym - 44. miejsce
100 metrów st. dowolnym - 51. miejsce
200 metrów st. dowolnym - 43. miejsce
100 metrów st. grzbietowym - 37. miejsce
200 metrów st. zmiennym - 35. miejsce
- Sharon Pickering

100 metrów st. grzbietowym - 36. miejsce
200 metrów st. grzbietowym - 32. miejsce
100 metrów st. motylkowym - 37. miejsce
200 metrów st. zmiennym - 34. miejsce

### Żeglarstwo
Mężczyźni
- Tony Philp - windsurfing - 28. miejsce
- Colin Philp - Open Finn - 29. miejsce
- Colin Dunlop, Colin Philp, David Ashby - Klasa Soling - 19. miejsce